# UltraEdit
UltraEdit es un editor de texto comercial para Microsoft Windows , GNU/Linux y Mac OS creado en 1994 por Ian D. Mead.

## Características
- Plegado de código
- Soporte a gestión de archivo de 64 bits (estándar) en plataformas Windows de 32 bits
- Soporte Unicode
- Gestión de edición de archivos grandes - soporte para archivos que excedan de 4GB, uso mínimo de RAM incluso en archivos de múltiples megabytes
- Diálogos de búsqueda y sustitución multilínea para todos las búsquedas (Buscar, Reemplazar, Buscar en Archivos, Reemplazar en Archivos)
- Corrector ortográfico de 100.000 palabras, con soporte de varios idiomas (inglés americano, inglés británico, holandés, finés, francés, alemán, húngaro, italiano, español y sueco)
- Destacado de sintaxis - configurable, pre-configurada para C, C++, Visual Basic, HTML, Java, y Perl, con opciones especiales para FORTRAN y LaTeX. Múltiples ficheros de definiciones disponibles para descarga
- Cliente FTP integrado para proporcionar acceso a servidores FTP con gestión de cuentas múltiples y automatización de accesos y salvaguardas. (Sólo 32-Bits) Incluye soporte para SFTP (SSH2)
- Ventana SSH/Telnet
- Soporte para Proyecto/Área de Trabajo
- Selector de Entorno - Proporciona "entornos" de edición predefinidos o de usuario que recuerdan el estado de todas las ventanas anclables de UltraEdit, de las barras de herramientas y más cosas.
- Lenguaje scripts integrado para la automatización de tareas
- Mapeo de teclado configurable
- Edición en modo columna/bloque
- Editor hexadecimal que le permite la edición de archivos binarios, mostrar en binario y ver en ASCII
- Plantillas con nombre
- Barra de herramientas HTML preconfigurada con las funciones HTML más populares
- Barra de herramientas Buscar en la Web: seleccione texto y pulse un botón de la barra de búsquedas en la web para buscar los términos seleccionados en el editor
- Cifrado / descifrado de archivos
- Integración con UltraSentry para la eliminación segura de los archivos temporales de UltraEdit
- Soporte Multi-byte con soporte IME integrado

## Premios
Ha conseguido un gran número de premios otorgados por la industria que pueden consultarse en su sitio web